# Hugh de Balsham
Hugh de Balsham (aussi Hugo), mort le 16 juin 1286, est un évêque anglais.

## Biographie
Rien n'est connu des premières années de la vie de Hugh de Balsham, bien que pendant la controverse précédant son élection, il ait été censé avoir été de naissance servile. Son nom suggère une connexion avec le village de Balsham, dans le Cambridgeshire.
Hugh de Balsham a joué un rôle important dans l'histoire de l'université de Cambridge. En 1280, il obtient une charte du roi lui permettant de remplacer les frères séculiers résidant dans l'hôpital diocésain de St John à Cambridge par des « savants studieux ». Une seconde charte, quatre ans plus tard, a entièrement différencié ces savants des frères de l'hôpital. Hugh de Balsham a alors fondé et a doté le collège de Peterhouse, le premier collège de Cambridge.